# Сантана (Фигейра-да-Фош)
Сантана (порт. Santana) — район (фрегезия) в Португалии, входит в округ Коимбра. Является составной частью муниципалитета Фигейра-да-Фош. Находится в составе крупной городской агломерации Большая Коимбра. По старому административному делению входил в провинцию Бейра-Литорал. Входит в экономико-статистический субрегион Байшу-Мондегу, который входит в Центральный регион. Население составляет 1146 человек на 2001 год. Занимает площадь 14,74 км².